# Frankie Wright
Frankie Wright (* 1. Februar 1985) ist ein US-amerikanischer Sprinter, der sich auf den 400-Meter-Lauf spezialisiert hat.
2012 wurde er Dritter bei der US-Hallenmeisterschaft und gewann mit der US-Mannschaft bei den Leichtathletik-Hallenweltmeisterschaften in Istanbul Gold in der 4-mal-400-Meter-Staffel.
In seiner College-Zeit startete er für die University of Oklahoma.

## Persönliche Bestleistungen
- 400 m: 46,24 s, 25. Mai 2007, Des Moines
  - Halle: 45,72 s, 10. Februar 2012, Fayetteville
- Weitsprung: 7,67 m, 12. Mai 2007, Lincoln
  - Halle: 7,75 m, 23. Februar 2007, Ames